# Auditive Verarbeitungs- und Wahrnehmungsstörungen
Mit dem Begriff Auditive Verarbeitungs- und Wahrnehmungsstörungen (AVWS) werden Höreinschränkungen bezeichnet, die nicht in einer Verminderung des peripheren Gehörs, d. h. des Hörorgans selbst, begründet sind.
Der Begriff Auditive Verarbeitungs- und Wahrnehmungsstörungen (AVWS) wurde 2000 in einem Konsensusstatement der Deutschen Gesellschaft für Phoniatrie und Pädaudiologie (DGPP) eingeführt.  Er lehnt sich an den englischen Begriff der Auditory Processing Disorder (APD) bzw. Central Auditory Processing Disorder [(C)APD] an. Die auditive Verarbeitung und Wahrnehmung von Schallsignalen findet im Anschluss an die erfolgte Schallaufnahme durch das Hörorgan statt. Der Begriff AVWS umfasst die vorbewussten Prozesse der Verarbeitung (Hirnstammniveau) sowie auch die Wahrnehmung (höhere auditorische Funktionen unter Einbeziehung kognitiver Funktionen) dieser nervalen Impulse.
Im aktuellen Konsensus-Papier der DGPP werden AVWS wie folgt definiert:
„Eine Auditive Verarbeitungs- und/oder Wahrnehmungsstörung (AVWS) liegt vor, wenn bei normalem Tonaudiogramm zentrale Prozesse des Hörens gestört sind. Zentrale Prozesse des Hörens ermöglichen u. a. die vorbewusste und bewusste Analyse, Differenzierung und Identifikation von Zeit-, Frequenz- und Intensitätsveränderungen akustischer oder auditivsprachlicher Signale sowie Prozesse der binauralen (,beidohrigen‘) Interaktion (z. B. zur Geräuschlokalisation, Lateralisation, Störgeräuschbefreiung, Summation) und der dichotischen Verarbeitung.“

## Begriffsdefinition
Die auditive Verarbeitung und Wahrnehmung von Schallreizen umfasst verschiedene auditive Teilleistungen, die bei AVWS in unterschiedlichen Kombinationen und verschiedenem Ausmaß betroffen sein können. Um die Diagnose einer AVWS stellen zu können, müssen mindestens zwei auditive Teilleistungsbereiche deutlich (mit signifikanten Normabweichungen) betroffen sein.
1. Schall-Lokalisation: Die Schalllokalisation erfolgt durch das Zusammenarbeiten beider Ohren, indem Zeit- und Pegeldifferenzen zwischen den beiden Ohren in der Hörbahn ausgewertet werden. Wenn Schall nicht frontal, sondern seitlich auf den Kopf auftrifft, absorbiert dieser einen Teil der Schallenergie, sodass das abgewandte Ohr den Schall mit einer minimalen Zeit- und Lautstärken-Differenz empfängt. Dadurch wird die Lokalisation eines Schallereignisses ermöglicht und das Verstehen in Störgeräuschsituationen oder in Gesprächen mit mehreren Personen vorbereitet (pre-processing).
2. Auditive Selektion: Das Herausfiltern von Sprachsignalen aus konkurrierenden Geräuschen und in Gesprächen mit mehreren Personen wird als komplexe Leistung des zentralen auditiven Systems verstanden. Diese Leistung wird oft als „Cocktailparty-Effekt“ bezeichnet.
3. Auditive Separation (dichotisches Hören): Die auditive Separation ermöglicht es, gleichzeitig auf beiden Ohren einlaufende, aber unterschiedliche Schallsignale in der Hörbahn voneinander unabhängig zu verarbeiten, z. B. zwei verschiedene Wörter. Auch diese Funktion wird als komplexe Leistung des auditiven Systems angesehen und das Corpus callosum (der Balken) soll diese Leistung vermitteln.
4. Auditive Differenzierung: Hierunter wird die Fähigkeit verstanden, ähnlich klingende Schallereignisse (z. B. Tonhöhen- oder Pegelunterschiede) voneinander unterscheiden zu können. Der Begriff Phonemdifferenzierung (syn. phonematische Differenzierung, Lautdifferenzierung) bedeutet die entsprechende Fähigkeit bezogen auf unterschiedliche Sprachlaute, z. B. die Laute /d/ und /t/. Der Schwierigkeitsgrad der Aufgabe wird durch die Position der Lautpaarungen in der sogenannten Kontrasthierachie bestimmt. Bei Kindern mit AVWS findet man am häufigsten Einschränkungen der Differenzierung sehr ähnlich klingender Sprachlaute, z. B. /d/ und /t/ (ein Stimmhaft-stimmlos-Kontrast). Der Normalhörende unterscheidet die Konsonant-Vokal-Kombinationen /da/ und /ta/ nur durch Wahrnehmung der Voice Onset Time (VOT), d. h. dem Vorhandensein einer akustischen Lücke (englisch gap) zwischen dem Verschlusslaut und dem Vokal. Die Hörbahn muss also in der Lage sein, solche nur etwa 5–20 Millisekunden kurzen Schallereignisse auszuwerten. In der Regel können akustische Lücken von weniger als 10 Millisekunden wahrgenommen werden. Unter diesem Aspekt werden die sprachfreie auditive Differenzierung, Identifikation und Zeitordnung als wesentliche auditive Voraussetzungen für die exakte Erkennung von Sprachlauten angesehen. Dies wird auch als auditive Zeitauflösung bezeichnet, die die Fähigkeit ermöglicht, schnell gesprochene Sprache korrekt zu erkennen.
5. Auditive Identifikation: Unter auditiver Identifikation wird die Fähigkeit verstanden, Schallereignisse zu erkennen, d. h. ein bestimmtes Geräusch seiner Bedeutung zuzuordnen. Als Phonem-Identifikation (syn. phonematische Identifikation, Lautidentifikation) wird die Fähigkeit bezeichnet, gehörte Sprachlaute, z. B. den Laut /d/ sicher als solchen zu erkennen. Ist diese auditive Funktion gestört, kann der Betroffene Schwierigkeiten haben, gehörte Sprachlaute sicher und korrekt den Schriftzeichen (Buchstaben) zuzuordnen.
6. Auditive Analyse und Synthese: Unter diesen Funktionen werden die Fähigkeiten verstanden, aus Wörtern Einzellaute heraushören zu können z. B. aus dem Wort Eule den Laut /l/ bzw. aus einzeln vorgegebenen Lauten das korrekte Wort zu bilden (z. B. aus den Lauten /r/ – /a/ – /b/ – /e/ das Wort Rabe)
7. Auditives Kurzzeitgedächtnis: Das kurzfristige Merken von gehörter Information ist für die bewusste Verarbeitung von erheblicher Bedeutung. Störungen des auditiven Kurzzeitgedächtnisses treten gehäuft bei „Umschriebenen Sprachentwicklungsstörungen (USES)“ und bei Lese-Rechtschreib-Störungen auf.[5][6] Hier wird das Modell der phonologischen Schleife des Arbeitsgedächtnisses[7] als Instanz angesehen, dessen Kapazitätsbegrenzung zu Schwierigkeiten sowohl in der Sprachrezeption wie -produktion und den weiteren Folgen führt.

## Symptomatik der AVWS
Patienten, die von einer solchen Störung betroffen sind, können z. B. klagen über
- Beeinträchtigung der auditiven Aufmerksamkeit
- Probleme mit dem Verstehen auditiver (gehörter) Informationen
- Missverständnisse bei verbalen (gesprochenen) Aufforderungen
- verlangsamte Verarbeitung verbaler (gesprochener) Informationen
- verzögerte Reaktion auf auditive oder verbale Stimuli
- eingeschränktes auditives Gedächtnis (z. B. Hörmerkspanne)
- beeinträchtigte Erkennung und Unterscheidung von Schallreizen
- Probleme der Schallquellenlokalisation („Richtungshören“)
- Schwierigkeiten im Sprachverständnis und beim Hören im Störgeräusch (z. B. King-Kopetzky-Syndrom)
- Probleme beim Verstehen von veränderten Sprachsignalen (z. B. unvollständige oder in ihrer Redundanz verminderte Sprachsignale, etwa bei schlechter Telefonverbindung)

Viele dieser Auffälligkeiten treten auch als Folgestörungen bei einer peripheren (d. h. durch das Außen-, Mittel- oder Innenohr bedingten) Schwerhörigkeit auf, auch selbst „geringgradige“ oder „minimale“ periphere Hörstörungen, egal ob sie durch Störungen des Außen-, Mittel- oder Innenohrs bedingt sind, können zu ähnlichen Symptomen wie einer AVWS führen.
Die DGPP hat einen Fragebogen zur Anamnese von AVWS herausgegeben. Dieser Fragebogen wurde für die strukturierte Anamnese und Verlaufskontrolle entwickelt und kann durch Eltern, Lehrer, Hortpersonal ausgefüllt werden; er ist nicht als diagnostisches Instrument entwickelt worden und kann daher eine Diagnostik nicht ersetzen.

## Diagnostik
Vor einer speziellen Diagnostik von AVWS ist der Ausschluss einer peripheren Hörstörung obligatorisch, d. h. es muss eine Beeinträchtigung der Hörfunktion, die auf einer Störung des Außen-, Mittel- oder Innenohres beruht, sicher ausgeschlossen sein. Dies gilt insbesondere auch für geringgradige oder minimale Hörstörungen. Zudem sind im Vorfeld Störungen auszuschließen, die im Vergleich zu AVWS wesentlich häufiger sind und mit ähnlichen Symptomen assoziiert sein können, d. h. Lernbehinderungen oder Aufmerksamkeits-/Hyperaktivitäts-Syndrome sowie insbesondere rezeptive Sprachentwicklungsstörungen (Sprachverständnisstörungen) sowie auch expressive Sprachentwicklungsstörungen (Dyslalie, Dysgrammatismus u. a.).
Bietet die Vordiagnostik keine hinreichende Erklärung für die geschilderte Symptomatik, empfiehlt sich eine umfassende pädaudiologische Untersuchung der verschiedenen auditiven Funktionen. Die Untersuchung der auditiven Verarbeitung und Wahrnehmung erfolgt durch Fachärzte für Phoniatrie und Pädaudiologie (syn. Ärzte für Sprach-, Stimm- und kindliche Hörstörungen) in phoniatrisch-pädaudiologischen Kliniken, Krankenhausabteilungen, phoniatrisch-pädaudiologischen Praxen oder durch pädaudiologisch fortgebildete HNO-Fachärzte. Die Diagnostik durch die genannten Fachärzte ist eine Regelleistung der Krankenkassen; es handelt sich nicht um Individuelle Gesundheitsleistungen (IGeL).
Da AVWS oft mit anderen Beeinträchtigungen wie Sprachentwicklungsstörungen, Lese-Rechtschreib-Störungen, Aufmerksamkeitsdefizit-/Hyperaktivitätsstörungen sowie auch weiteren Störungen einhergehen, sind spezielle differenzialdiagnostische Aspekte interdisziplinär zu klären z. B. durch Kinder- und Jugendpsychiater, Kinder- und Jugendlichen-Psychologen und -Psychotherapeuten sowie Neuropädiater (Kinderneurologen).

## Behandlung
Die Behandlung von AVWS bei Kindern erfolgt durch übende Verfahren, durch die Förderung von Kompensationen der beeinträchtigten Funktionen sowie durch die Verbesserung der akustischen Signalqualität. Die Therapie von AVWS sollte grundsätzlich alle drei Bereiche berücksichtigen. Bei deutlichen Komorbiditäten, d. h. zusätzlichen Auffälligkeiten (z. B. Lese- und Rechtschreibstörung, Sprachentwicklungsstörungen, Aufmerksamkeitsdefizit-/Hyperaktivitätsstörung, Autismusspektrum) ist der Therapiebedarf im auditiven Bereich unter Berücksichtigung der Ausprägung der AVWS, der hierdurch hervorgerufenen Symptomatik im Alltag und in der Schule sowie der interdisziplinären Befunde abzuwägen.
Zu den übenden Verfahren bei AVWS gehören zum einen teilfunktionsspezifische, sprachgebundene auditive Behandlungsformen, zu denen unter anderem Übungen zur Phonemdifferenzierung, Phonemidentifikation, Phonemanalyse in Wörtern, Phonemsynthese und zur phonologischen Bewusstheit zählen. Zudem werden Trainingsverfahren der sprachfreien auditiven Funktionen (z. B. Ordnungsschwellentraining, Training auditiver Low-level-Funktionen) oder mit modifizierten Sprachsignalen (z. B. Fast-ForWord, Lateraltraining, Hochtontraining) angeboten.
Im Hinblick auf die Wirksamkeit der unterschiedlichen Therapieansätze sprechen die bisherigen Forschungsergebnisse eindeutig für die sprachgebundenen teilfunktionsspezifischen Behandlungsverfahren als Therapie der Wahl bei AVWS (Übersicht in Nikisch).
Entscheidend für den Nutzen einer Therapie für den Patienten ist die Frage, ob durch die Behandlung die Sprachentwicklung oder die Schriftsprachentwicklung günstig beeinflusst werden können. Im Hinblick auf das sprachlich-auditive Training sind Transfereffekte auf die Lese-Rechtschreib-Leistungen in vielen Studien belegt worden. Dies gilt nicht nur für im Bereich der auditiven Wahrnehmungsleistungen unauffällige Kinder, sondern auch im Speziellen für Kinder mit schwachen Leistungen in den sprachgebundenen auditiven Wahrnehmungsbereichen. Zudem wurden nach sprachlich-auditivem Training auch Effekte in objektiven Verfahren berichtet (z. B. funktionelle Kernspintomographie, fMRT, und späte akustisch evozierte Potentiale, SAEP).
Dagegen wurden in den meisten kontrollierten Studien bislang keine eindeutigen Transfereffekte eines Trainings basaler auditiver Funktionen auf die Sprach- oder Lese-Rechtschreib-Leistungen nachgewiesen. Insgesamt wird die Durchführung von Trainingsformen basaler auditiver Funktionen oftmals mit den Beobachtungen der Arbeitsgruppe um Tallal begründet. Für das in den USA auf der Basis dieser Untersuchungen entwickelte auditive Training (Fast ForWord) konnten zwar bei Kindern mit Lese-Rechtschreib-Störung sowohl im Sprach- als auch im Lese-Rechtschreib-Bereich Verbesserungen dokumentiert, sowie auch im fMRT bestätigt werden, allerdings ließen sich diese Effekte in einer Reihe anderer Studien wiederum nicht nachweisen. Ferner zeigte ein Cochrane Review aus dem Jahr 2011 für Klangtherapien, unter anderem auch die Tomatis-Therapie, keine Hinweise auf therapeutische Effekte.
Zusätzlich zu den übenden Verfahren sollte die Therapie von AVWS die Erarbeitung von Kompensationsstrategien (über die visuelle Sinnesmodalität, z. B. Phonembestimmtes Manualsystem) sowie auch von metakognitiven Strategien beinhalten. Ein weiteres Ziel der Therapie ist, dass die Patienten eigenständig die jeweilige auditive Situation einschätzen und eventuellen Hörschwierigkeiten selbständig aktiv gegensteuern können.
Schließlich kann die Signalqualität verbessert werden, indem z. B. eine Reduktion von Geräuschquellen im Schulklassenraum vorgenommen wird, eine Änderung der Sitzposition in der Schulklasse erfolgt oder Schalldämmungsmaßnahmen im Klassenraum getroffen werden. Eventuell kann auch eine FM-Anlage im Schulunterricht gewinnbringend sein. Voraussetzung hierfür ist die fachärztliche phoniatrisch-pädaudiologische Diagnose einer AVWS sowie die Beeinträchtigung des Hörens im Störgeräusch.